# Lee Casciaro
Lee Casciaro (29 de setembro de 1981) é um futebolista gibraltino que atua como atacante.
Iniciou a carreira em 2006, no Lincoln Red Imps, e desde então permanece na equipe. Entrou para a história do futebol gibraltino ao marcar o gol da vitória de sua equipe contra o FC Santa Coloma de Andorra por 2 a 1, na primeira fase classificatória da Liga dos Campeões da UEFA de 2015–16. Esta foi a primeira vitória de um time de Gibraltar na competição desde que o território situado ao sul da Espanha filiou-se à UEFA.
Pela Seleção de Gibraltar, estreou em setembro de 2014, contra a Polônia, que venceu por 7 a 0 Em março de 2015, realizou um feito com a camisa de Gibraltar: foi o responsável pelo primeiro gol do selecionado em uma partida oficial, contra a Escócia, que venceu por 6 a 1.
Seus irmãos, Ryan e Kyle, também defendem a Seleção Gibraltina e o Lincoln Red Imps. Fora dos gramados, Lee trabalha como policial, mesma profissão exercida por Ryan.